# Фагаре Басо (Виченца)
Фагаре Басо је насеље у Италији у округу Виченца, региону Венето.
Према процени из 2011. у насељу је живело 21 становника. Насеље се налази на надморској висини од 314 м.